# Vitti 'na crozza/Musciu niuru
Vitti 'na crozza/Musciu niuru è un 45 giri di Domenico Modugno pubblicato nel 1959.

## Il disco
Come i due singoli precedenti, anche questo disco fu pubblicato da una sottoetichetta della RCA Italiana, ovvero la RCA Camden, e riutilizza due registrazioni effettuate dal cantautore nel 1954 e già pubblicate, all'epoca, su 78 giri: per sfruttare il successo che Modugno, passato alla Fonit, aveva ottenuto, la vecchia casa discografica effettuò alcune ristampe del vecchio materiale sia su 45 giri che su LP e il singolo rientra tra queste.
Il primo brano, Vitti 'na crozza, è una canzone popolare siciliana mentre il secondo, scritto dallo stesso Modugno, è stato reinciso per la Fonit.